# Đại hoàng chưởng diệp
Đại hoàng chưởng diệp (danh pháp khoa học: Rheum palmatum) là một loài thực vật có hoa trong họ Rau răm. Loài này được Carl von Linné miêu tả khoa học đầu tiên năm 1759.